# Liste der Baudenkmale in Jesteburg
In der Liste der Baudenkmale in Jesteburg sind alle Baudenkmale der niedersächsischen  Gemeinde Jesteburg aufgelistet. Die Quelle der Baudenkmale ist der Denkmalatlas Niedersachsen. Der Stand der Liste ist der 30. September 2021.

## Allgemeines
In den Spalten befinden sich folgende Informationen:
- Lage: die Adresse des Baudenkmales und die geographischen Koordinaten. Kartenansicht, um Koordinaten zu setzen. In der Kartenansicht sind Baudenkmale ohne Koordinaten mit einem roten Marker dargestellt und können in der Karte gesetzt werden. Baudenkmale ohne Bild sind mit einem blauen Marker gekennzeichnet, Baudenkmale mit Bild mit einem grünen Marker.
- Bezeichnung: Bezeichnung des Baudenkmales
- Beschreibung: die Beschreibung des Baudenkmales.
- ID: die Nummer des Baudenkmales
- Bild: ein Bild des Baudenkmales

## Jesteburg

### Gruppe: Kunststätte Bossard
Die Gruppe hat die ID 32719657. Wohn- und Arbeitsstätte der Eheleute Bossard, die im Sinne eines holistischen Lebens- und Werkverständnisses die Gestaltung ihres gesamten Lebensumfeldes abbildet. Mit Wohn- und Atelierhaus, Kunsttempel, Neuem Atelier und Schweizer Schuppen in einer Gartenanlage mit diversen Themen- und Nutzräumen. Entstanden zwischen 1912 und 1960.

| Lage                                      | Bezeichnung           | Beschreibung | ID       | Bild |
| ----------------------------------------- | --------------------- | --- | -------- | ---- |
| Bossardweg 95 53° 16′ 56″ N, 9° 56′ 31″ O | Wohn- und Atelierhaus | Ein- bis zweigeschossiger Backsteinbau unter tief herabgezogenem Satteldach in reduziert gebrannter Hohlpfannendeckung mit Halbwalm mit Uhlenlucht nach Süden. Giebeltrapeze vertikal mit Leisten-Deckel-Schalung verkleidet. Die backsteinsichtige Fassaden mit Schmuckkeramik, farbig glasierten Backsteinen und Masken gestaltet. Im Inneren wandfeste künstlerische Ausstattung, Möbel, und Plastiken des Künstlerehepaars Bossard erhalten. Erbaut als Wohn- und Atelierhaus mit Wirtschaftshof, nach Westen eingefasst durch eine Backsteinmauer. Nach Osten backsteinerne Garteneinfassung, der sogenannte „Klostergarten“ mit Apsis. Architekt: Wilhelm Tell. 1912 und 1914. Nach Norden Vorbau unter flach geneigtem Satteldach ergänzt 1931. Bedachung des südlichen Altans 1936. Erweiterungsbau, sogenannte „Kleine Galerie“ im Wirtschaftshof nach Westen von um 1960. | 32729215 |      |
| Bossardweg 95 53° 16′ 56″ N, 9° 56′ 31″ O | Kunsttempel           | Freistehender eingeschossiger Backsteinbau auf quadratischem Grundriss unter Pyramiddach mit sieben Dreiecksgauben je Seite in Kupferdeckung. Buntglasfenster, Wandmalerei und Ausstattung. Entwurf und Ausführung Johann Michael Bossard 1926-1928. Mit vorgesetztem Eingangsvorbau in Backstein unter eigenem Dach. | 32729236 |      |
| Bossardweg 95 53° 16′ 56″ N, 9° 56′ 30″ O | Garten                | Großzügige Gartenanlage mit Fichten teils mit Doppelbaumstellung mit Birken eingefasst und organischer Wegeführung in die die Gebäude gruppiert sind. Von Süd nach Nord mit folgenden thematischen Räumen und Bestandteilen: Obstbaumwiese, Heidefläche, Bürgli, Skulpturen- und Plastikenreihe mit 25 Objekten, Nutzgarten, Steinhalbkreis, Baumtempel, Monolithenallee, Ackerfläche und Baumkreis als Omega. Anpflanzung und Anlage der wesentlichen Bestandteile 1910 bis 1920. | 32729271 |      |
| Bossardweg 95 53° 16′ 56″ N, 9° 56′ 28″ O | Schweizer Schuppen    | Eingeschossiger freistehender Holzbau mit diverser Verbretterung unter flach geneigtem Satteldach und Anschleppung nach Norden. Errichtet um 1925. | 53632770 |      |
| Bossardweg 95 53° 16′ 56″ N, 9° 56′ 28″ O | Neues Atelier         | Eingeschossiger freistehender Backsteinbau mit Lisenengliederung unter Grabendach. Nach Osten zwei Holzbauten mit vertikaler Verbretterung jeweils unter Pultdach in Teerpappedeckung angesetzt. Errichtet 1930. | 53632821 |      |

### Gruppe: Hofanlage Brückenstraße 10
Die Gruppe hat die ID 26969353. 

| Lage                                         | Bezeichnung | Beschreibung | ID       | Bild |
| -------------------------------------------- | ----------- | ------------ | -------- | ---- |
| Brückenstraße 10 53° 18′ 20″ N, 9° 57′ 9″ O  | Bauernhaus  |              | 26955190 | BW   |
| Brückenstraße 10 53° 18′ 19″ N, 9° 57′ 11″ O | Scheune     |              | 26955385 | BW   |

### Gruppe: Kirche und Glockenturm
Die Gruppe hat die ID 26969335. 

| Lage                                    | Bezeichnung | Beschreibung | ID       | Bild |
| --------------------------------------- | ----------- | ------------ | -------- | ---- |
| Kirchweg 10 53° 18′ 28″ N, 9° 57′ 23″ O | Pfarrhaus   |              | 26955140 | BW   |
| Kirchweg 10 53° 18′ 29″ N, 9° 57′ 25″ O | Glockenturm |              | 26955154 |      |
| Kirchweg 10 53° 18′ 29″ N, 9° 57′ 26″ O | Kirche      |              | 26955172 | BW   |

### Einzelbaudenkmale
| Lage                                                  | Bezeichnung        | Beschreibung                                     | ID       | Bild |
| ----------------------------------------------------- | ------------------ | ------------------------------------------------ | -------- | ---- |
| Hauptstraße 53° 18′ 30″ N, 9° 57′ 28″ O               | Mausoleum          | Alter Friedhof                                   | 26955310 | BW   |
| Hauptstraße 26 53° 18′ 29″ N, 9° 57′ 20″ O            | Bauernhaus         |                                                  | 26955125 | BW   |
| Hauptstraße 31 53° 18′ 30″ N, 9° 57′ 22″ O            | Pfarrwitwenhaus    |                                                  | 26955108 | BW   |
| Hauptstraße 36 53° 18′ 31″ N, 9° 57′ 24″ O            | Bauernhaus         |                                                  | 26955340 | BW   |
| Hauptstraße 41 53° 18′ 33″ N, 9° 57′ 26″ O            | Wohnhaus           |                                                  | 26955325 | BW   |
| Marxener Weg / An der Aue 53° 18′ 48″ N, 9° 58′ 38″ O | Eisenbahnbrücke    | EÜ km 7,497 Seeve bei Jesteburg, DB-Strecke 1280 | 45608421 | BW   |
| Niedersachsenplatz 2 53° 18′ 31″ N, 9° 57′ 15″ O      | Heimathaus S. Hoff |                                                  | 26955367 |      |
| Niedersachsenplatz 3 53° 18′ 31″ N, 9° 57′ 20″ O      | Häuslingshaus      |                                                  | 26955294 | BW   |
| Sandbarg 3 53° 18′ 26″ N, 9° 57′ 12″ O                | Scheune            |                                                  | 26955279 | BW   |

## Itzenbüttel

### Gruppe: Hofanlage Itzenbütteler Sod 2, 3, 4
Die Gruppe hat die ID 32719647.

| Lage                                            | Bezeichnung   | Beschreibung | ID       | Bild |
| ----------------------------------------------- | ------------- | ------------ | -------- | ---- |
| Itzenbütteler Sod 2 53° 19′ 16″ N, 9° 56′ 11″ O | Häuslingshaus |              | 26955433 | BW   |
| Itzenbütteler Sod 3 53° 19′ 16″ N, 9° 56′ 14″ O | Häuslingshaus |              | 26956511 | BW   |
| Itzenbütteler Sod 4 53° 19′ 18″ N, 9° 56′ 11″ O | Bauernhaus    |              | 26955403 | BW   |
| Itzenbütteler Sod 4 53° 19′ 18″ N, 9° 56′ 13″ O | Schweinestall |              | 26956528 | BW   |
| Itzenbütteler Sod 4 53° 19′ 17″ N, 9° 56′ 14″ O | Scheune       |              | 26955418 | BW   |
| Itzenbütteler Sod 4 53° 19′ 16″ N, 9° 56′ 12″ O | Scheune       |              | 26956545 | BW   |

### Einzelbaudenkmale
| Lage                                               | Bezeichnung    | Beschreibung | ID       | Bild |
| -------------------------------------------------- | -------------- | ------------ | -------- | ---- |
| Buchholzer Feldweg 53° 19′ 21″ N, 9° 55′ 51″ O     | Pflasterstraße |              | 39893922 | BW   |
| Itzenbütteler Brumhof 2 53° 19′ 22″ N, 9° 56′ 5″ O | Scheune        |              | 26955236 | BW   |
| Itzenbütteler Sod 13 53° 19′ 17″ N, 9° 56′ 9″ O    | Bauernhaus     |              | 26955207 | BW   |

## Lüllau

### Gruppe: Hofanlagen Lüllauer Dorfstraße
Die Gruppe hat die ID 32719667.

| Lage                                               | Bezeichnung               | Beschreibung | ID       | Bild |
| -------------------------------------------------- | ------------------------- | ------------ | -------- | ---- |
| Lüllauer Dorfstraße 11 53° 17′ 18″ N, 9° 54′ 41″ O | Stall                     |              | 32729795 | BW   |
| Lüllauer Dorfstraße 11 53° 17′ 17″ N, 9° 54′ 45″ O | Scheune                   |              | 32729777 | BW   |
| Lüllauer Dorfstraße 11 53° 17′ 16″ N, 9° 54′ 43″ O | Speicher                  |              | 32729759 | BW   |
| Lüllauer Dorfstraße 11 53° 17′ 15″ N, 9° 54′ 46″ O | Wohn-/ Wirtschaftsgebäude |              | 32729712 | BW   |
| Lüllauer Dorfstraße 11 53° 17′ 15″ N, 9° 54′ 44″ O | Stall                     |              | 32729831 | BW   |
| Lüllauer Dorfstraße 11 53° 17′ 15″ N, 9° 54′ 43″ O | Backhaus                  |              | 32729813 | BW   |
| Lüllauer Dorfstraße 11 53° 17′ 15″ N, 9° 54′ 49″ O | Hofmauer                  |              | 32729736 | BW   |
| Lüllauer Dorfstraße 18 53° 17′ 14″ N, 9° 54′ 51″ O | Häuslingshaus             |              | 32729850 | BW   |
| Lüllauer Dorfstraße 24 53° 17′ 16″ N, 9° 54′ 53″ O | Wohn-/ Wirtschaftsgebäude |              | 32729882 | BW   |
| Lüllauer Dorfstraße 25 53° 17′ 18″ N, 9° 54′ 52″ O | Backhaus                  |              | 32729997 | BW   |
| Lüllauer Dorfstraße 25 53° 17′ 18″ N, 9° 54′ 51″ O | Mühle                     |              | 32729961 | BW   |
| Lüllauer Dorfstraße 25 53° 17′ 17″ N, 9° 54′ 51″ O | Mühenteich                |              | 32729982 | BW   |
| Lüllauer Dorfstraße 25 53° 17′ 17″ N, 9° 54′ 51″ O | Wohn-/ Wirtschaftsgebäude |              | 32729926 | BW   |
| Lüllauer Dorfstraße 25 53° 17′ 18″ N, 9° 54′ 47″ O | Scheune                   |              | 32730015 | BW   |
| Am Brookhoff 11 53° 17′ 20″ N, 9° 54′ 43″ O        | Häuslingshaus             |              | 32730033 | BW   |

### Einzelbaudenkmale
| Lage                                                | Bezeichnung               | Beschreibung  | ID       | Bild |
| --------------------------------------------------- | ------------------------- | ------------- | -------- | ---- |
| Lüllauer Dorfstraße 112 53° 17′ 31″ N, 9° 55′ 19″ O | Bauernhaus                |               | 32729655 | BW   |
| Pinnerberg 6 53° 17′ 21″ N, 9° 54′ 53″ O            | Scheune                   |               | 32729294 | BW   |
| Thelstorfer Straße 2 53° 17′ 11″ N, 9° 54′ 45″ O    | Wohn-/ Wirtschaftsgebäude | Abbauerstelle | 32729312 | BW   |

## Thelstorf

### Gruppe: Hofanlage Thelstorf 9
Die Gruppe hat die ID 32719687.

| Lage                                    | Bezeichnung               | Beschreibung | ID       | Bild |
| --------------------------------------- | ------------------------- | ------------ | -------- | ---- |
| Thelstorf 9 53° 16′ 38″ N, 9° 54′ 1″ O  | Scheune                   |              | 32729615 | BW   |
| Thelstorf 9 53° 16′ 38″ N, 9° 53′ 57″ O | Wohn-/ Wirtschaftsgebäude |              | 32729509 | BW   |
| Thelstorf 9 53° 16′ 39″ N, 9° 53′ 55″ O | Hofmauer                  |              | 32729531 | BW   |
| Thelstorf 9 53° 16′ 37″ N, 9° 53′ 57″ O | Backhaus                  |              | 32729596 | BW   |
| Thelstorf 9 53° 16′ 37″ N, 9° 53′ 55″ O | Stall                     |              | 32729575 | BW   |
| Thelstorf 9 53° 16′ 36″ N, 9° 53′ 53″ O | Häuslingshaus             |              | 32729636 | BW   |
| Thelstorf 9 53° 16′ 38″ N, 9° 54′ 1″ O  | Baumbestand               |              | 32729562 | BW   |

### Gruppe: Hofanlagen Thelstorf 27
Die Gruppe hat die ID 32719677.

| Lage                                     | Bezeichnung            | Beschreibung | ID       | Bild |
| ---------------------------------------- | ---------------------- | ------------ | -------- | ---- |
| Thelstorf 27 53° 16′ 30″ N, 9° 53′ 42″ O | Bauernhaus             |              | 32729331 | BW   |
| Thelstorf 31 53° 16′ 31″ N, 9° 53′ 54″ O | Backhaus               |              | 32729491 | BW   |
| Thelstorf 31 53° 16′ 30″ N, 9° 53′ 51″ O | Wassermühle            |              | 32729438 | BW   |
| Thelstorf 31 53° 16′ 31″ N, 9° 53′ 51″ O | Bauernhaus u. Speicher |              | 32729388 | BW   |
| Thelstorf 31 53° 16′ 31″ N, 9° 53′ 49″ O | Scheune                |              | 32729473 | BW   |
| Thelstorf 31 53° 16′ 31″ N, 9° 53′ 49″ O | Schweinestall          |              | 32729456 | BW   |
| Thelstorf 31 53° 16′ 33″ N, 9° 53′ 45″ O | Hofmauer               |              | 18290602 | BW   |

## Wiedenhof
| Lage                                      | Bezeichnung | Beschreibung | ID       | Bild |
| ----------------------------------------- | ----------- | ------------ | -------- | ---- |
| Seevekamp 190 53° 17′ 33″ N, 9° 55′ 42″ O | Bauernhaus  |              | 32729695 | BW   |